# Verdure (tapisserie)
Pour les articles homonymes, voir Verdure.
Une verdure (ou tapisserie de verdure) est, dans le langage de la tapisserie, une tenture dont le décor est principalement végétal (arbres, feuillages). Des animaux, courants, exotiques ou fantastiques, peuvent peupler ce décor : oiseaux et animaux des forêts, mais les personnages et les constructions en sont absents ou occupent une place marginale. Les scènes de chasse, malgré le décor végétal important, n'entrent pas dans la catégorie des verdures.

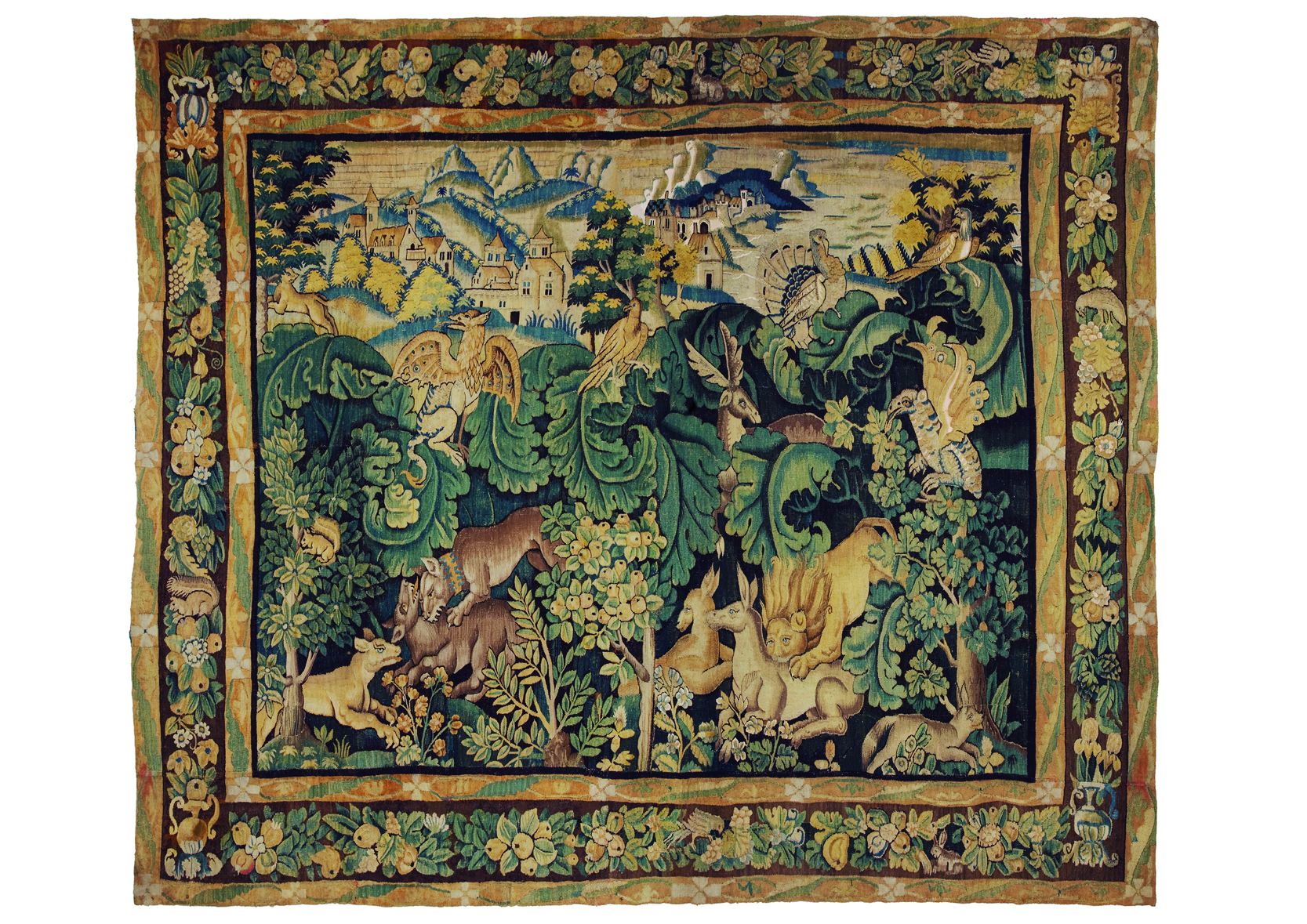
Verdure de la seconde moitié du XVIe siècle, Aubusson.

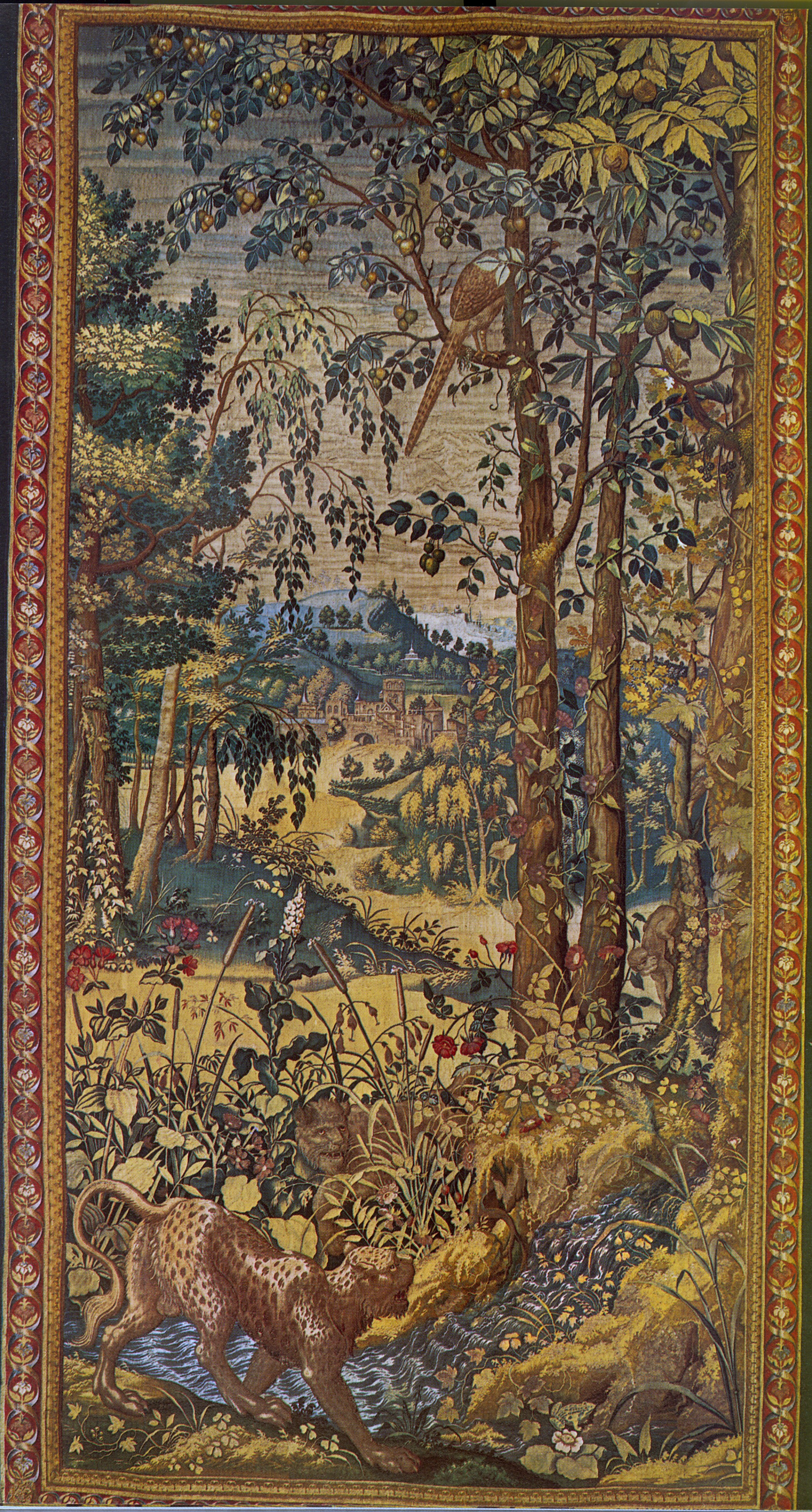
Verdure de la seconde moitié du XVIe siècle, Flandres.

Ce type de tapisserie était très prisé à la fin du Moyen Âge et encore au XVIe siècle. Les verdures ont été tissées dans de nombreux ateliers dans les Flandres comme à la ville d'Audenarde en Belgique ou à Aubusson. Parmi les plus célèbres verdures d'Aubusson, on peut citer celles qui appartenaient à la famille de Montclar et qui sont conservées au château de la Trémolière, à Anglards-de-Salers (Cantal) (classées M. H.) ; elles ont été tissées vers 1586.

## Expositions
- Verdures, du tissage aux pixels, du 15 février 2017 au 21 mai 2017, musée Bargoin, Clermont-Ferrand[3].